# 1月7日
1月7日（いちがつなのか）は、グレゴリオ暦で年始から7日目に当たり、年末まであと358日（閏年では359日）ある。

## できごと

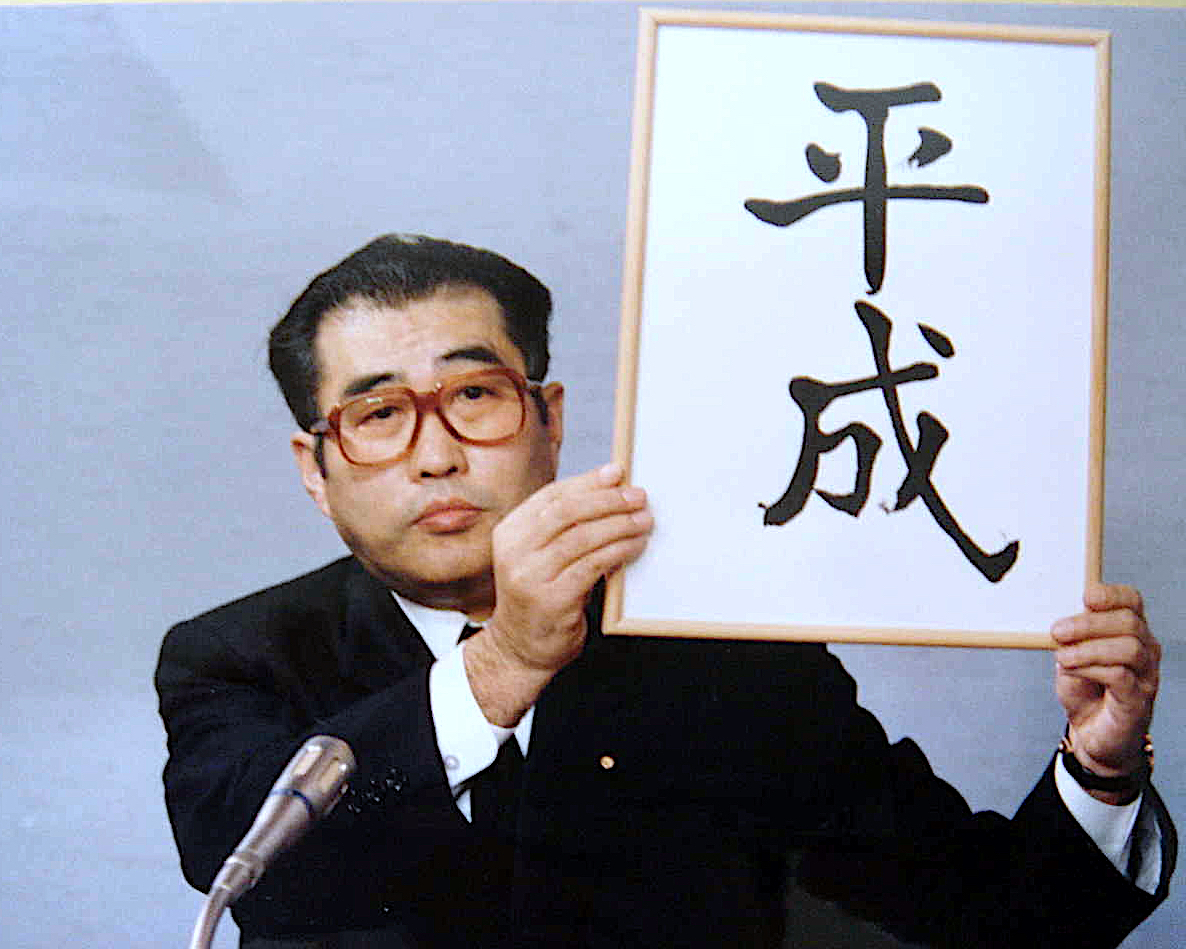
新元号「平成」の墨書を掲げる小渕恵三内閣官房長官(1989)

- 紀元前49年 - ポンペイウス派により、カエサル派が元老院から追放される。
- 1325年 - アフォンソ4世がポルトガル王に即位。
- 1558年 - イングランド最後の大陸の領土であったカレーがフランスの軍人ギーズ公フランソワにより奪還された[1]。
- 1566年 - ミラノ出身の聖職者アントニオ・ギスリエーリがピウス5世としてローマ教皇に選出された。
- 1598年 - ロシア・ツァーリ国の貴族ボリス・ゴドゥノフがツァーリに就任した。
- 1601年 - 第2代エセックス伯ロバート・デヴァルーがイングランド女王エリザベス1世に対してクーデターを起こした。
- 1610年 - ガリレオ・ガリレイが木星の衛星「ガニメデ」「エウロパ」「イオ」を発見[2][3]。
- 1894年 - ウィリアム・K・L・ディクソンがモーション・ピクチャー（映画）の特許を取得。
- 1904年 - CQDが遭難信号として定められる[4]。2年後にSOSに置き換え。
- 1906年 - 日本で西園寺公望が第12代内閣総理大臣に就任し、第1次西園寺内閣が発足。
- 1924年 - 日本で清浦奎吾が第23代内閣総理大臣に就任し、清浦内閣が発足。
- 1926年 - 小説家協会と劇作家協会が合併して文藝家協会（現在の日本文藝家協会）を設立。
- 1927年 - 現在のAT&T社によって、ニューヨークからロンドンへ史上初の大西洋を越える通話が行われる[5]。
- 1932年 - ヘンリー・スティムソン米国務長官が日本の満州占領を非難する「スティムソン・ドクトリン」を発表。
- 1935年 - 神奈川県川崎市内で赤痢患者が大量発生。死者21人以上、市内における同月末までの発病者は1357人となった[6]。
- 1947年 - プロ野球球団セネタースが東京急行電鉄に買収され、東急フライヤーズ（現在の北海道日本ハムファイターズ）が誕生。
- 1950年 - インフレーションの進行により千円紙幣を発行。肖像は聖徳太子[7]。
- 1952年 - ハリー・S・トルーマン米大統領が、アメリカ合衆国が水素爆弾を開発したことを公表。
- 1954年 - IBMとジョージタウン大学が世界初の機械翻訳の実験、ジョージタウンIBM実験（英語版）を行う。
- 1959年 - アメリカ合衆国がフィデル・カストロ率いる新キューバ政府を承認。
- 1960年 - アメリカ海軍がポラリスミサイルの発射テストを実施。
- 1963年 - 四国コカ・コーラボトリング（当時の社名：四国飲料）設立。
- 1968年 - サーベイヤー計画: アメリカの無人月探査機「サーベイヤー7号」が打ち上げ。
- 1975年 - OPECが原油価格の10%引き上げを決定。
- 1979年 - ベトナム軍の支援によりカンボジア救国民族統一戦線がカンボジアの首都プノンペンに侵攻。ポル・ポト政権（民主カンボジア）が崩壊。
- 1979年 - 具志堅用高がボクシング世界ジュニアフライ級チャンピオンを7連続防衛。
- 1980年 - 「クライスラー債権保証法」にジミー・カーターアメリカ大統領が署名。同社は15億ドルの政府債務保証を受ける。
- 1981年 - 新潟県守門村大倉の鳥屋ヶ峰で表層雪崩が発生。民家の全壊4戸、15名が埋没し死者8名、負傷3名を出す[8]。
- 1983年 - 千葉市内の新興住宅地で、千葉大医学部病理学教室の研究生の絞殺死体が発見される。
- 1984年 - ブルネイが東南アジア諸国連合（ASEAN）に加盟。
- 1989年 - 昭和天皇が崩御したことに伴い、当時の皇太子明仁親王が皇位を継承。元号法並びに元号を改める政令（昭和64年政令第1号）に基づき、新・元号を「平成」と決定（昭和最後の日）。
- 1990年 - イタリアのピサの斜塔が修復のため閉鎖される。
- 1990年 - フジテレビ系アニメ『ちびまる子ちゃん』放送開始。
- 1996年 - 茨城県つくば市周辺に隕石が落下（つくば隕石）。23カ所でおよそ800gの隕石が回収された[9]。
- 1999年 - モニカ・ルインスキー事件: アメリカ合衆国上院でビル・クリントン大統領の弾劾裁判が始まる。
- 2000年 - ヒュンダイモータージャパン株式会社が設立。
- 2004年 - Apple Computerから第1世代iPod miniが発表される。
- 2006年 - 下関駅放火事件: 下関駅駅舎が放火で炎上し、駅舎東側（駅全体の約半分）を焼失。
- 2008年 - NTT DoCoMoがPHSサービスを終了[10]。
- 2009年 - ロシア・ガスプロム社がウクライナ経由の欧州向け天然ガスの供給を停止[11]。
- 2015年 - パリでシャルリー・エブド襲撃事件が起きる[12]。
- 2019年 - 2019年ガボンクーデター未遂（英語版）: ガボンの首都リーブルヴィルで、軍の兵士が国営ラジオ局を占拠し、蜂起を呼びかけるも数時間後に鎮圧される[13]。
- 2021年 - 菅義偉首相が、新型コロナウイルス感染拡大に伴い、首都圏の1都3県（東京・神奈川・千葉・埼玉）に対し、2度目の緊急事態宣言を発令（期間は8日から2月7日まで）[14]。
- 2025年 - 中国チベット自治区でマグニチュード7.1の地震が発生。震源の深さは10km。
- 2025年 - アメリカロサンゼルスで山火事が発生。

## 誕生日

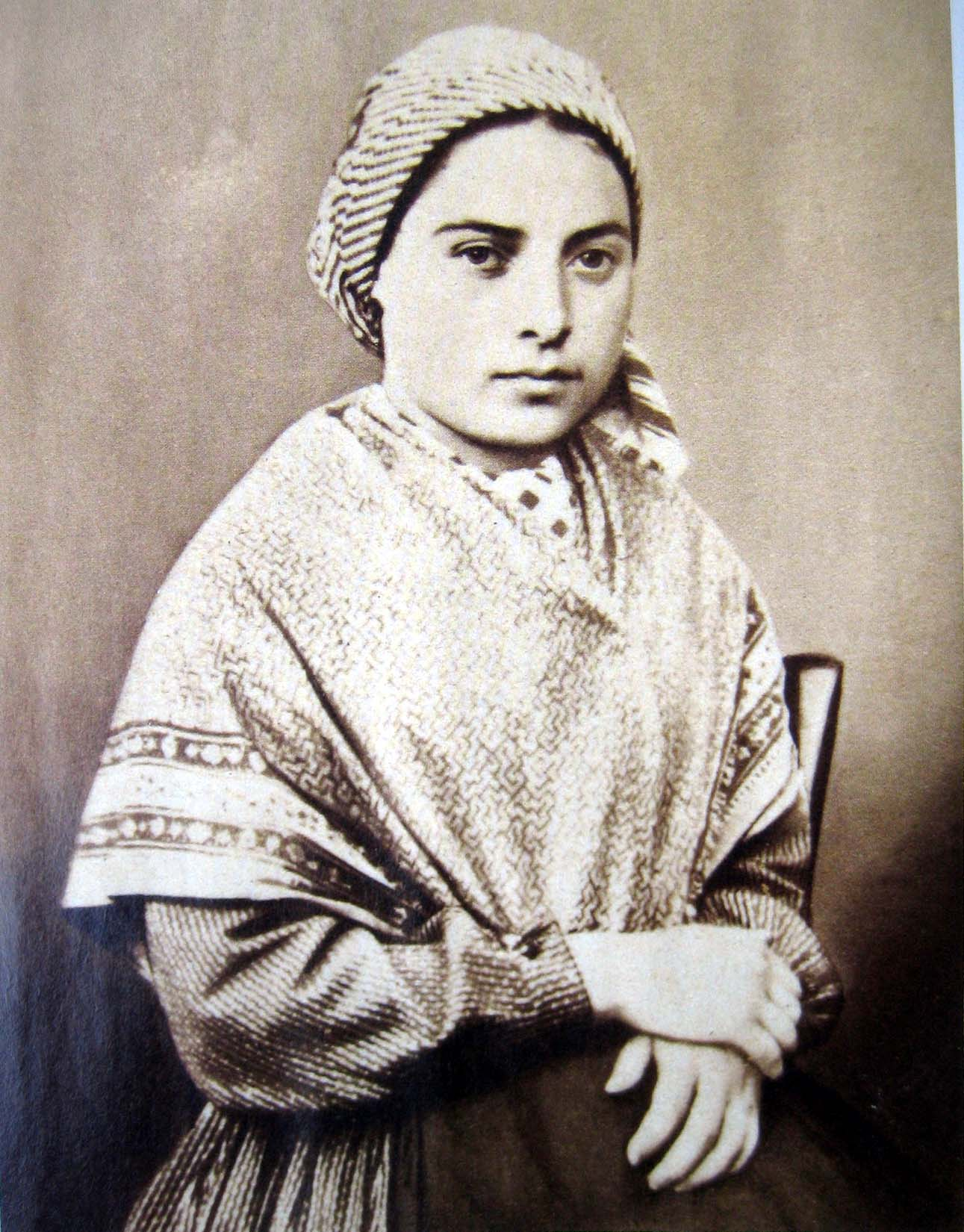
ベルナデッタ・スビルー誕生。彼女が聖母と出会ったルルドは、年間600万人が訪れるカトリック教徒最大級の巡礼地となっている。

- 1528年 - ジャンヌ・ダルブレ、ナバラ王国女王（+ 1572年）
- 1539年 - セバスティアン・デ・コヴァルビアス、辞書編纂者
- 1611年 - ジェームズ・ハリントン、政治哲学者（+ 1677年）
- 1612年 - フィリッポ・ブオナンニ、イエズス会士、科学者、収集家（+ 1725年）
- 1700年（元禄12年11月18日） - 阿部正鎮、初代上総国佐貫藩主（+ 1751年）
- 1745年 - ヨハン・クリスティアン・ファブリクス（英語版）、昆虫学者、経済学者（+ 1808年）
- 1754年（宝暦3年12月14日） - 石川雅望（宿屋飯盛）、劇作家、国学者（+ 1830年）
- 1755年 - スティーヴン・グルームブリッジ、天文学者（+ 1832年）
- 1768年 - ジョゼフ・ボナパルト、ナポリ王、のちスペイン王（+ 1844年）
- 1779年（安永7年11月20日） - 松平容住、第6代陸奥国会津藩主（+ 1806年）
- 1788年（天明7年11月29日） - 土井利謙、第4代三河国刈谷藩主（+ 1813年）
- 1800年 - ミラード・フィルモア、第13代アメリカ合衆国大統領（+ 1874年）
- 1800年（寛政11年12月13日） - 松平義建、第10代美濃国高須藩主（+ 1862年）
- 1830年 - アルバート・ビアスタット、画家（+ 1902年）
- 1831年 - ハインリヒ・フォン・シュテファン（英語版）、ドイツの郵便制度の組織者（+ 1897年）
- 1833年（天保3年閏11月17日） - 戸沢正実、第11代出羽国新庄藩主（+ 1896年）
- 1834年 - ヨハン・フィリップ・ライス、物理学者、発明家（+ 1874年）
- 1834年（天保4年11月28日） - 本多忠貫、第7代伊勢国神戸藩主・子爵（+ 1898年）
- 1836年（天保6年11月19日） - 京極高富、第11代丹後国峰山藩主（+ 1889年）
- 1844年 - ベルナデッタ・スビルー、ルルドの聖母と出会った少女（+ 1879年）
- 1850年（嘉永2年11月24日） - 永井直諒、第13代摂津国高槻藩主・子爵（+ 1919年）
- 1858年 - エリエゼル・ベン・イェフダー、ヘブライ語学者（+ 1922年）
- 1859年 - マリー・ジョルジュ・フンベルト、数学者（+ 没年不詳）
- 1859年 - 馮国璋、清末民国初の軍人、政治家（+ 1919年）
- 1860年 - エマヌエル・マノロフ（英語版）、作曲家（+ 1902年）
- 1865年（元治元年12月10日） - 池田政保、第10代備中国鴨方藩主・子爵（+ 1939年）
- 1871年 - エミーユ・ボレル、数学者、政治家（+ 1956年）
- 1873年 - アドルフ・ズカー（英語版）、プロデューサー（+ 1976年）
- 1873年 - 上畠益三郎、政治家、実業家、法律家、元法政大学監事（+ 1938年）
- 1873年 - シャルル・ペギー、詩人、作家（+ 1914年）
- 1875年 - トーマス・ヒックス、マラソンランナー（+ 1963年）
- 1876年 - 橋本菊太郎、政治家、薬剤師、元徳島市長（+ 1947年）
- 1890年 - 千田憲三、実業家、元名古屋鉄道社長、初代東海テレビ放送社長（+ 1964年）
- 1890年 - ヘニー・ポーテン（英語版）、女優（+ 1960年）
- 1891年 - ゾラ・ニール・ハーストン、文筆家（+ 1960年）
- 1895年 - クララ・ハスキル、ピアニスト（+ 1960年）
- 1896年 - アーノルド・リドレー（英語版）、脚本家、俳優（+ 1984年）
- 1898年 - ルドルフ・ファーナウ（英語版）、俳優（+ 1985年）
- 1898年 - 内田正練、水泳選手（+ 1945年）
- 1899年 - フランシス・プーランク、作曲家（+ 1963年）
- 1902年 - 住井すゑ、小説家（+ 1997年）
- 1902年 - ジョージ・キングズリー・ジップ、言語学者、哲学者（+ 1950年）
- 1903年 - 森茉莉、小説家（+ 1987年）
- 1903年 - カルロス・ディサルリ、ピアニスト（+ 1960年）
- 1904年 - 瀬戸山三男、政治家、元都城市長、第25代建設大臣、第36代法務大臣、第104代文部大臣（+ 1997年）
- 1910年 - 中山健男、憲法学者（+ 1977年）
- 1910年 - 白洲正子、随筆家（+ 1998年）
- 1912年 - ギュンター・ヴァント、指揮者（+ 2002年）
- 1912年 - 美濃政市、政治家（+ 1988年）
- 1913年 - ジョニー・マイズ、プロ野球選手（+ 1993年）
- 1914年 - 石田政良、プロ野球選手（+ 没年不詳）
- 1914年 - 相原豊次、元陸上競技選手（+ 没年不詳）
- 1916年 - パウリ・ケレス、チェスプレーヤー（+ 1975年）
- 1916年 - バーナード・デイビス、微生物学者（+ 1994年）
- 1918年 - 大原敏夫、プロ野球選手（+ 1939年）
- 1919年 - 初代吉田玉男、文楽の人形遣い（+ 2006年）
- 1920年 - 多岐川恭、推理作家（1994年）
- 1922年 - ジャン＝ピエール・ランパル、フルート奏者（+ 2000年）
- 1925年 - 奥村高明、元プロ野球選手
- 1926年 - 須本憲一、プロ野球選手（+ 1968年）
- 1928年 - ジョージ・ゴーディエンコ、プロレスラー、画家（+ 2002年）
- 1931年 - 三好徹、作家（+ 2021年）
- 1932年 - 石橋大吉、政治家（+ 2022年）
- 1934年 - 三鷹淳、歌手、作曲家、ボイストレーナー
- 1935年 - 厉声教、中国上級外交官、国際法学者（+ 2017年）
- 1937年 - 柳生博、俳優、司会者（+ 2022年）
- 1937年 - 三ツ井康、実業家、元共同テレビジョン社長、元扶桑社社長（+ 2021年）
- 1939年 - 金博昭、元プロ野球選手
- 1942年 - ジム・ラフィーバー、元プロ野球選手、監督
- 1942年 - 大久保計雄、元プロ野球選手
- 1943年 - 佐々木禎子、「原爆の子の像」のモデル（+ 1955年）
- 1944年 - 吉田日出子、女優
- 1944年 - 北林早苗、女優
- 1944年 - 鈴村興太郎、経済学者、一橋大学名誉教授、早稲田大学名誉教授（+ 2020年）
- 1945年 - はしだのりひこ、シンガーソングライター、フォークシンガー（+ 2017年）
- 1945年 - 長石多可男、映画監督（+ 2013年）
- 1946年 - 池端俊策、脚本家、映画監督
- 1948年 - ケニー・ロギンス、ミュージシャン
- 1948年 - 水木一郎、歌手（+ 2022年）
- 1949年 - 小林栄三、実業家、元伊藤忠商事社長
- 1952年 - 八木橋正雄、言語学者、現代ギリシア語方言学、ギリシア語研究者
- 1952年 - サモ・ハン・キンポー、映画俳優、武術指導、映画監督
- 1954年 - 木山耕三、政治家、広島県庄原市長
- 1954年 - 松岡清治、元プロ野球選手
- 1956年 - 堀泰典、歯科医師、医学者
- 1956年 - 鈴木弘一、プロゴルファー
- 1956年 - 三山のぼる、漫画家（+ 2007年）
- 1957年 - 北村照文、元プロ野球選手
- 1957年 - 藤井康生、アナウンサー
- 1958年 - ありさか邦、漫画家
- 1958年 - 千住博、日本画家
- 1958年 - 三宅純、作曲家
- 1958年 - 橋田俊彦、 第25代気象庁長官
- 1960年 - 広木政人、元プロ野球選手
- 1962年 - デビル雅美、元プロレスラー
- 1963年 - 沖田浩之、俳優（+ 1999年）
- 1963年 - 中野佐資、元プロ野球選手
- 1964年 - ニコラス・ケイジ、映画俳優
- 1965年 - 高島覚、元プロ野球選手
- 1965年 - 古橋由一郎、元アメリカンフットボール選手
- 1966年 - 三賀勝稔、ミュージシャン
- 1966年 - 住田隆、俳優、コメディアン
- 1966年 - 長谷川泰三、心理カウンセラー（+ 2014年）
- 1966年 - エレーナ・ベチケ、フィギュアスケート選手
- 1966年 - ショーン・ハリス、俳優
- 1967年 - イルファーン・カーン、俳優
- 1968年 - 山田芳裕、漫画家
- 1969年 - 鍵本景子、女優
- 1971年 - アンドレイ・クルコフ、フィギュアスケート選手
- 1971年 - 彩輝なお、女優、元宝塚歌劇団月組トップスター
- 1971年 - ジェレミー・レナー、俳優
- 1972年 - 玉春日良二、元大相撲力士、年寄14代片男波
- 1972年 - 高橋徹也、シンガーソングライター
- 1972年 - 仲田敬治、俳優
- 1972年 - 東輝、元スキージャンプ選手
- 1974年 - 高橋由美子、歌手、女優
- 1975年 - 伊藤舞子、声優
- 1975年 - 伊藤里絵、アナウンサー
- 1975年 - せり、元格闘家
- 1976年 - アルフォンソ・ソリアーノ、元プロ野球選手
- 1976年 - エリック・ガニエ、プロ野球選手
- 1976年 - 金開山龍、元大相撲力士
- 1976年 - 江畑佳代子、プロボクサー
- 1976年 - カイス・ゴドバヌ、元サッカー選手
- 1977年 - 桐島優介、俳優、ミュージシャン
- 1977年 - 酒井デンペー、お笑いタレント（サカイスト）
- 1978年 - ケビン・メンチ、元プロ野球選手
- 1978年 - 今宿麻美、ファッションモデル、女優
- 1978年 - CICO、ミュージシャン（BENNIE K）
- 1978年 - 古川かずな、お笑いタレント、放送作家（元法薬女子大学）
- 1979年 - 本名陽子[15]、女優、声優、歌手、ナレーター
- 1979年 - 水沢はるか、タレント、元アイドル
- 1980年 - MAH、ミュージシャン（SHAKALABBITS）
- 1980年 - 進藤学、俳優
- 1980年 - 青木琴美、漫画家
- 1981年 - ジェレミー・レナー、俳優
- 1981年 - 松本慶彦、バレーボール選手
- 1981年 - 遠藤嘉人、俳優
- 1981年 - マリオ・キアリーニ、プロ野球選手
- 1982年 - エンナ、ミュージシャン（All Japan Goith）
- 1982年 - フランシスコ・ロドリゲス、元プロ野球選手
- 1982年 - 酒井まゆ、漫画家
- 1982年 - 冨田翔、俳優
- 1982年 - 渋谷はるか、女優、声優
- 1982年 - 梁勇基、元サッカー選手
- 1983年 - 青木裕子、フリーアナウンサー
- 1983年 - 呂布カルマ、ラッパー
- 1983年 - 宮本裕司、元プロ野球選手
- 1983年 - エドウィン・エンカーナシオン、プロ野球選手
- 1984年 - 深月ユリア、女優、ライター
- 1984年 - ジョン・レスター、プロ野球選手
- 1984年 - カルロス・コーポラン、プロ野球選手
- 1985年 - 野原祐也、元プロ野球選手
- 1985年 - ルイス・ハミルトン、F1ドライバー
- 1986年 - 船谷圭祐、サッカー選手
- 1986年 - 滝沢亮、政治家、弁護士、新潟県三条市長
- 1986年 - ホセ・エスカローナ、プロ野球選手
- 1987年 - Erina、元グラビアアイドル、元歌手（元桜（もも）mint's）
- 1987年 - マイケル・マグリンチィ、サッカー選手
- 1987年 - ダヴィデ・アストーリ、元サッカー選手（+ 2018年）
- 1988年 - ハードウェル、DJ
- 1988年 - ジョーリス・チャシーン、プロ野球選手
- 1988年 - 安達了一、プロ野球選手
- 1988年 - 赤田龍一郎、元プロ野球選手
- 1988年 - KEITA、ミュージシャン（seven oops）
- 1989年 - 菅崎茜、歌手
- 1989年 - 中島由香利、タレント（hy4 4yh）
- 1989年 - 松永祥兵、元サッカー選手
- 1989年 - フィリップ・オーモン、プロ野球選手
- 1989年 - デビッド・コルビン、野球選手
- 1989年 - エミリアーノ・インスア、サッカー選手
- 1989年 - イワン・トレチャコフ、フィギュアスケート選手
- 1990年 - エレーネ・ゲデヴァニシヴィリ、フィギュアスケート選手
- 1990年 - フランク・ガルセス、プロ野球選手
- 1990年 - グレゴア・シュリーレンツァウアー、スキージャンプ選手
- 1990年 - リアム・エイケン、俳優
- 1990年 - 阪本匠伍、お笑い芸人（マユリカ）
- 1991年 - 倉本寿彦、プロ野球選手
- 1991年 - 伊藤準規、元プロ野球選手
- 1991年 - 小林よしみ、プロボウリング選手
- 1991年 - クレマン・グラニエ、サッカー選手
- 1991年 - エデン・アザール、サッカー選手
- 1991年 - meiyo、ミュージシャン
- 1992年 - 枚田菜々子、元女優
- 1993年 - 中務裕太、パフォーマー（GENERATIONS from EXILE TRIBE）
- 1993年 - 粗品、お笑い芸人（霜降り明星）
- 1993年 - チアゴ・ビエイラ、プロ野球選手
- 1994年 - 浅野里香、NHKアナウンサー
- 1994年 - 宮本麗美、アナウンサー
- 1994年 - 井口和朋、プロ野球選手
- 1994年 - イ・ソンビン、女優
- 1994年 - 岩中睦樹[16]、声優
- 1994年 - 歩乃華、YouTuber、歌手
- 1995年 - 佐藤綾乃、元アイドル（元アップアップガールズ（仮））
- 1995年 - ホン・ソヨン、女優、ミュージカル俳優
- 1995年 - わちみなみ、タレント、元グラビアアイドル
- 1996年 - 鈴木準弥、サッカー選手
- 1997年 - 石田亜佑美、歌手（モーニング娘。）
- 1997年 - 川村壱馬、歌手（THE RAMPAGE from EXILE TRIBE）
- 1997年 - 岡田和樹、アナウンサー
- 1997年 - 増田紗織、アナウンサー
- 1997年 - 森莉那、女優
- 1997年 - 春乃美月、女優、モデル
- 1997年 - 鈴木志歩、モデル、レースクイーン
- 1997年 - イ・セロム、アイドル（fromis_9）
- 1997年 - ユヒョン、アイドル（DREAMCATCHER)
- 1997年 - ラマー・ジャクソン、アメリカンフットボール選手
- 1998年 - 木津つばさ、俳優
- 1998年 - みなみ、歌手（まこみな）
- 1999年 - 加藤ゆりな、タレント、元アイドル（Nゼロ、ナト☆カン、アキシブproject）
- 1999年 - 岬あかり、女優
- 1999年 - 堀米雄斗、スケートボード選手
- 1999年 - 小林大智、サッカー選手
- 1999年 - 武者大夢、サッカー選手
- 2000年 - 田島芽瑠[17]、タレント、元アイドル（元HKT48）
- 2000年 - 鈴木媛子、アイドル
- 2003年 - 山田麗華、ファッションモデル、タレント
- 2003年 - 沖玲萌、タレント
- 2005年 - 星乃聖奈、アイドル（元ぼくはまだしなない）
- 2009年 - キム・ハナ、子役
- 生年不詳 - 鈴木理華、イラストレーター、漫画家
- 生年不詳 - 阿井りんな[18]、声優
- 生年不詳 - 大河望、声優
- 生年不詳 - 奈波果林、声優

## 忌日

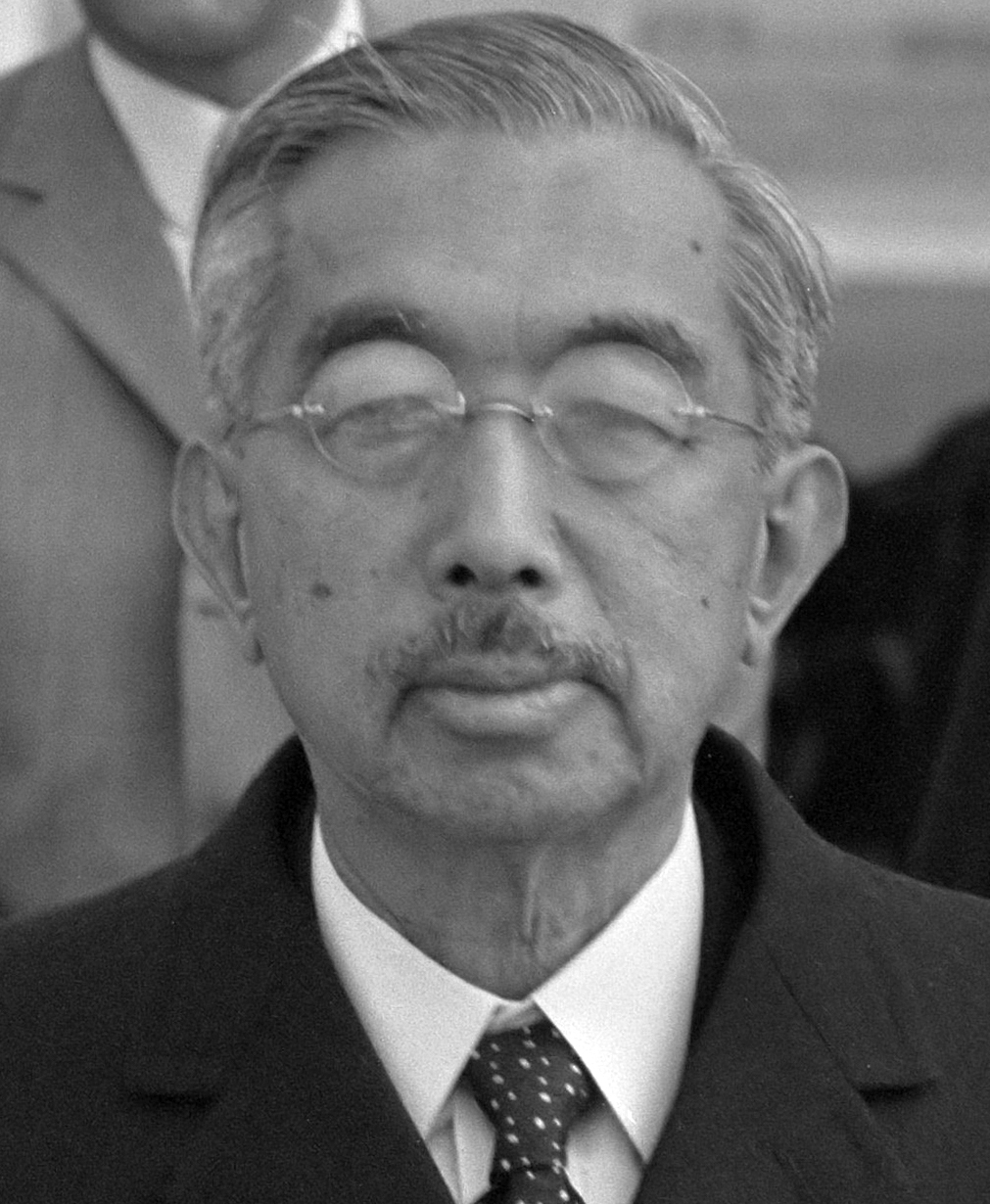
昭和天皇(1901-1989)崩御。64年間続いた昭和の歴史に幕を下ろす。

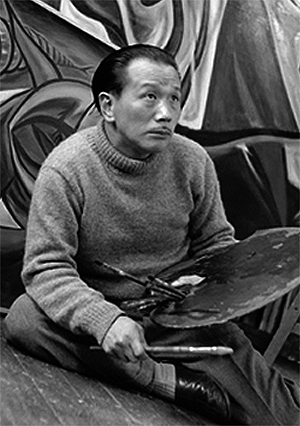
芸術家、岡本太郎(1911-1996)没。

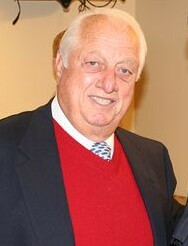
トミー・ラソーダ(1927-2021)没。ロサンゼルス・ドジャースを2度の世界一に導く。

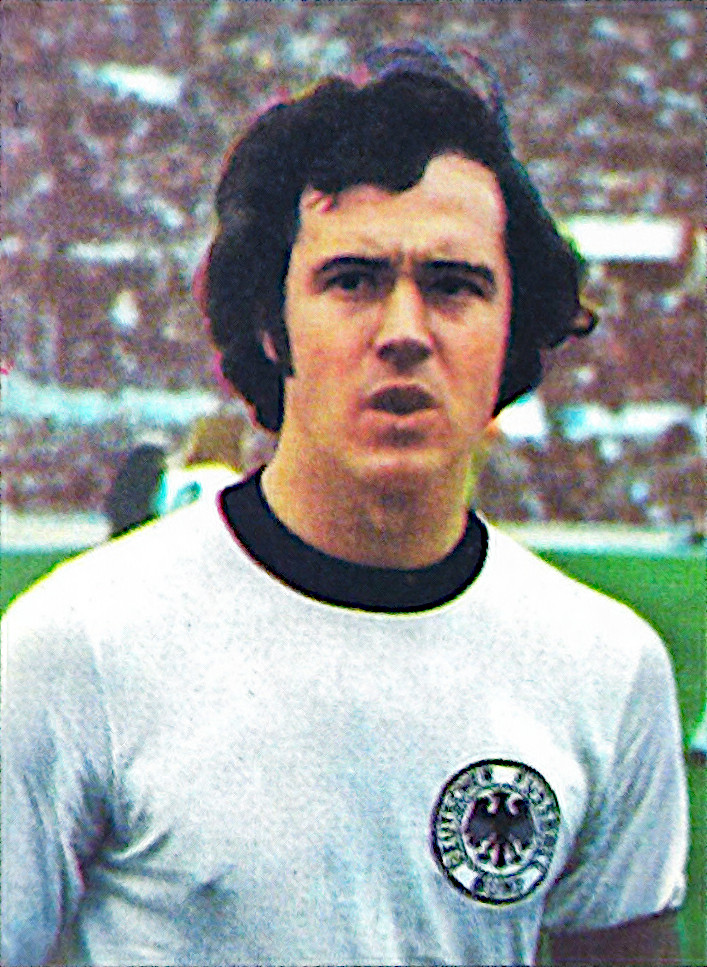
サッカー選手フランツ・ベッケンバウアー(1945-2024)没。西ドイツをW杯優勝に導き「皇帝（カイザー）」と呼ばれた。

- 507年（武烈天皇8年12月8日） - 武烈天皇、第25代天皇（* 489年）
- 672年（天智天皇10年12月3日） - 天智天皇、第38代天皇（* 626年）
- 881年（元慶4年12月4日）- 清和天皇、第56代天皇（* 850年）
- 999年（長徳4年12月12日）- 藤原実方、平安時代の公卿・歌人
- 1285年 - カルロ1世、シチリア王（* 1227年）
- 1321年 - ディニス1世、ポルトガル王（* 1261年）
- 1355年 - イネス・デ・カストロ、ポルトガル王ペドロ1世の愛妾・妃（* 1325年）
- 1451年 - フェリクス5世、対立教皇（* 1383年）
- 1536年 - キャサリン・オブ・アラゴン、イングランド王ヘンリー8世の王妃（* 1485年）
- 1556年（弘治元年11月26日）- 織田信光、戦国武将（* 1516年）
- 1619年 - ニコラス・ヒリアード、金銀細工師・ミニアチュール作家（* 1547年頃）
- 1623年 - フラ・パオロ・サルピ、神学者・修道士（* 1552年）
- 1655年 - インノケンティウス10世、第236代ローマ教皇（* 1574年）
- 1722年 - アントワーヌ・コワペル、画家（* 1661年）
- 1730年 - アウルトニ・マグヌッソン、文学者、写本蒐集家（* 1663年）
- 1743年 - アンナ・ソフィー・レーヴェントロー、デンマーク王フレデリク4世の王妃（* 1693年）
- 1755年（宝暦4年11月25日）- 鍋島宗茂、第5代佐賀藩主（* 1687年）
- 1758年 - アラン・ラムゼー（英語版）、詩人、劇作家（* 1686年）
- 1783年 - ジョヴァンニ・トッツェッティ、博物学者（* 1712年）
- 1786年 - ジャン＝エティエンヌ・ゲタール、博物学者、地質学者（* 1715年）
- 1830年 - トーマス・ローレンス、画家（* 1769年）
- 1830年 - カルロッタ・ジョアキナ、ポルトガル王ジョアン6世の王妃（* 1775年）
- 1864年 - ケイレブ・ブラッド・スミス、第6代アメリカ合衆国内務長官（* 1808年）
- 1868年 - ウィリアム・ブラッドベリー、作曲家（* 1816年）
- 1886年 - リチャード・ダッド、画家（* 1817年）
- 1890年 - アウグスタ・フォン・ザクセン＝ヴァイマル＝アイゼナハ、ドイツ皇帝ヴィルヘルム1世の皇后（* 1811年）
- 1890年 - ハンス・マティソン＝ハンセン、オルガニスト、作曲家、画家（* 1807年）
- 1892年 - タウフィーク、ムハンマド・アリー朝のヘティーヴ（* 1852年）
- 1893年 - ヨーゼフ・シュテファン、物理学者（* 1835年）
- 1902年 - イヴァン・ブロッホ、実業家（* 1836年）
- 1907年 - モザッファロッディーン・シャー、ペルシアのシャー（* 1853年）
- 1918年 - ユリウス・ヴェルハウゼン、言語学者（* 1844年）
- 1919年 - 松村淳蔵、日本海軍の中将（* 1842年）
- 1920年 - エドモンド・バートン、初代オーストラリア首相（* 1849年）
- 1921年 - 中原悌二郎、彫刻家（* 1888年）
- 1924年 - 小岸壮二、囲碁棋士（* 1898年）
- 1925年 - 清水澄子、女学生、『さゝやき』著者（* 1909年）
- 1927年 - 尾上多見蔵 (3代目)、歌舞伎役者（* 1866年）
- 1927年 - 九州山十郎、大相撲力士（* 1889年）
- 1929年 - ヘンリー・アーサー・ジョーンズ（英語版）、劇作家（* 1851年）
- 1932年 - アンドレ・マジノ、フランス陸相、年金相、マジノ線建設提唱者（* 1877年）
- 1934年 - 田村直臣、プロテスタント牧師（* 1858年）
- 1935年 - ジェームズ・アルフレッド・ユーイング、物理学者（* 1855年）
- 1943年 - ニコラ・テスラ、電機技師、発明家（* 1856年）
- 1944年 - ルー・ヘンリー・フーヴァー（英語版）、慈善家、地質学者、第31代アメリカ合衆国大統領ハーバート・フーヴァーの妻（* 1874年）
- 1944年 - ジョージ・マリン、プロ野球選手（* 1880年）
- 1946年 - 相馬半治、実業家、明治製糖、明治製菓の共同創設者（* 1869年）
- 1949年 - 塩野季彦、司法相（* 1880年）
- 1951年 - 木見金治郎、将棋棋士（* 1878年）
- 1951年 - ルネ・ゲノン、哲学者（* 1886年）
- 1951年 - ウルホ・ペルトネン、陸上競技選手（* 1893年）
- 1952年 - 宇都宮新八郎、大相撲力士（* 1890年）
- 1955年 - 塩原又策、実業家、三共株式会社（現第一三共株式会社）創業者（* 1877年）
- 1955年 - エドワード・カスナー、数学者（* 1878年）
- 1957年 - ヨジェ・プレチニック、建築家（* 1872年）
- 1957年 - 横尾龍、実業家、政治家、第4代通商産業大臣（* 1883年）
- 1960年 - ドロテア・ダグラス・チェンバース、テニスプレーヤー（* 1878年）
- 1962年 - 石井漠、舞踏家（* 1886年）
- 1962年 - 花月亭九里丸、漫談家（* 1891年）
- 1963年 - エリック・ルンドクヴィスト、陸上競技選手（* 1908年）
- 1964年 - コリン・マクフィー、作曲家（* 1900年）
- 1967年 - カール・シューリヒト、指揮者（* 1880年）
- 1967年 - 広川弘禅、政治家（* 1902年）
- 1967年 - デイビッド・グーディス、推理作家（* 1917年）
- 1968年 - 伊藤小坡、日本画家（* 1877年）
- 1968年 - ジェームズ・レナード・ブライアリー・スミス（フランス語版）、魚類学者、シーラカンスを鑑定（* 1897年）
- 1970年 - 榎本健一、喜劇俳優、歌手、コメディアン（* 1904年）
- 1971年 - 内田信也、実業家、政治家（* 1880年）
- 1973年 - 雷山勇吉、大相撲力士（* 1907年）
- 1973年 - 太田光二、政治家（* 1900年）
- 1975年 - 広重徹、科学史家（* 1928年）
- 1978年 - ジョージ・バーンズ、プロ野球選手（* 1893年）
- 1980年 - シモーヌ・マチュー、テニス選手（* 1908年）
- 1980年 - ラリー・ウィリアムズ、R&B歌手（* 1935年）
- 1981年 - 前尾繁三郎、政治家、第58代衆議院議長（* 1905年）
- 1984年 - アルフレッド・カストレル、物理学者（* 1902年）
- 1986年 - フアン・ルルフォ、小説家（* 1917年）
- 1988年 - トレヴァー・ハワード、俳優（* 1913年）
- 1989年 - 十河佑貞、西洋史学者（* 1899年）
- 1989年 - 昭和天皇、第124代天皇（* 1901年）
- 1989年 - 若國一男、大相撲力士（* 1927年）
- 1990年 - 荒金天倫、臨済宗方広寺派第九代管長（* 1920年）
- 1991年 - 高木重朗、奇術研究家（* 1930年）
- 1993年 - 井筒俊彦、言語学者、イスラム学者、慶應義塾大学名誉教授（* 1914年）
- 1995年 - マレー・ロスバード、経済学者、歴史学者、政治哲学者（* 1926年）
- 1995年 - 森友寛、教育者、学校法人森友学園創立者（* 1926年）
- 1995年 - 島野敬三、実業家、元シマノ社長（* 1932年）
- 1996年 - 岡本太郎、芸術家（* 1911年）
- 1996年 - 田代素魁[19]、洋画家、挿絵画家（* 1913年）
- 1996年 - 大羽至[20]、実業家、元東海漬物社長（* 1922年）
- 1997年 - 津村枕石、書家（* 1912年）
- 1997年 - シャーンドル・ヴェーグ、ヴァイオリニスト（* 1912年）
- 1997年 - 山下好一、プロ野球選手（* 1912年）
- 1997年 - 尾茂田叶、プロ野球選手（* 1909年）
- 1998年 - ウラジミール・プレローグ、化学者（* 1906年）
- 1998年 - リチャード・ハミング、数学者、コンピュータ科学者（* 1915年）
- 1999年 - 湯浅正次、実業家、政治家、新島学園中学校・高等学校、新島学園短期大学創設者（* 1911年）
- 1999年 - 東けんじ、漫才師（Wけんじ）（* 1923年）
- 1999年 - 槌田誠、プロ野球選手（* 1943年）
- 2000年 - 福間知之、政治家（* 1927年）
- 2000年 - ゲーリー・オブライト、プロレスラー（* 1963年）
- 2001年 - 雨宮恒之、実業家、元東京楽天地社長（* 1914年）
- 2001年 - ジョセフ・ルイス・メルニック（英語版）、免疫学者、ポリオウィルス研究者（* 1914年）
- 2001年 - 佐藤亮一、実業家（* 1924年）
- 2002年 - 加賀邦男、俳優（* 1913年）
- 2002年 - 根本進、漫画家、絵本作家（* 1916年）
- 2002年 - イゴール・ボディック、プロレスラー（* 1931年）
- 2003年 - ゴードン・ティール、電子工学者（* 1907年）
- 2004年 - イングリッド・チューリン、女優（* 1926年）
- 2006年 - ハインリヒ・ハラー、登山家、写真家（* 1912年）
- 2007年 - 花柳壽楽 (2代目)、日本舞踊家（* 1918年）
- 2007年 - 福田歓一、政治学者（* 1923年）
- 2008年 - 池田みち子、小説家（* 1910年）
- 2008年 - 宇野精一、中国文学者、日本語教育評論家（* 1910年）
- 2008年 - ハンス・モンデルマン（英語版）、交通工学者（* 1945年）
- 2009年 - 小西和人、元新聞記者・編集者（* 1927年）
- 2009年 - 南部利昭、南部家当主、靖国神社宮司（* 1935年）
- 2009年 - 水野弘士、囲碁棋士（* 1936年）
- 2009年 - アレクサンドル・モロズ、チェス選手（* 1961年）
- 2010年 - 宗鳳鳴、作家（* 1920年)
- 2010年 - 小島清、経済学者、一橋大学名誉教授（* 1920年)
- 2010年 - フィリップ・セガン、政治家、フランス国民議会元議長（* 1943年)
- 2010年 - MINAMI、歌手、D-LOOPボーカリスト（* 1975年)
- 2011年 - 建内保興、実業家、元日本石油社長・会長、元石油連盟会長（* 1915年）
- 2011年 - 高見澤宏、歌手（ダークダックス）（* 1933年）
- 2012年 - 二谷英明、俳優、アナウンサー（* 1931年）
- 2012年 - 西條キロク、作曲家（* 1938年）
- 2012年 - 和田秀男、数学者、上智大学名誉教授（* 1940年）
- 2012年 - 栃纒勇光、元大相撲力士（* 1959年）
- 2013年 - 李俊、映画監督（* 1922年）
- 2013年 - フレッド・L・ターナー、実業家、3代目マクドナルド社長兼CEO（* 1933年）
- 2013年 - デヴィッド・エリス、映画監督（* 1952年）
- 2014年 - 邵逸夫、映画製作者、ショウ・ブラザーズ設立者（* 1907年）
- 2015年 - タデウシュ・コンヴィツキ、小説家、映画監督（* 1926年）
- 2015年 - ロッド・テイラー、俳優（* 1930年）
- 2015年 - 小川亜矢子、バレリーナ、振付師（* 1933年）
- 2015年 - ジョルジュ・ウォランスキ、漫画家（* 1934年）
- 2015年 - 吉住弘、政治家、元東京都台東区長（* 1941年）
- 2016年 - アンドレ・クレージュ、ファッションデザイナー（* 1923年）
- 2016年 - 前田祐吉、慶應義塾大学野球部監督（* 1930年）
- 2016年 - 剱持松二、将棋棋士（* 1934年）
- 2016年 - 安達智次郎、プロ野球選手（* 1974年）
- 2017年 - マリオ・ソアレス、政治家、第3共和制第4代ポルトガル大統領、元首相（* 1924年）
- 2017年 - ナット・ヘントフ、ジャズ評論家、ジャーナリスト、小説家（* 1925年）
- 2017年 - 赤井達郎、歴史学者、奈良教育大学元学長、同大学名誉教授（* 1927年）
- 2017年 - 宗政伸一[21]、実業家、サニックス・宗政酒造創業者（* 1949年）
- 2018年 - 三田村之弘[22]、実業家、元イトーキ社長（* 1926年）
- 2018年 - たかしよいち、児童文学作家、鹿児島女子短期大学名誉教授、久留米信愛女学院短期大学教授・図書館長（* 1928年）
- 2018年 - 森山京、児童文学作家（* 1929年）
- 2018年 - 岡本好古、小説家（* 1931年）
- 2018年 - 貝山知弘[23]、映画プロデューサー、オーディオ評論家（* 1933年）
- 2018年 - ピーター・サザーランド - 政治家、弁護士、世界貿易機関初代事務局長（* 1946年）
- 2018年 - フランス・ギャル、歌手（* 1947年）
- 2018年 - 狩撫麻礼、漫画原作者（* 1947年）
- 2019年 - 加藤幹太、放射線生物学者、第9代滋賀大学学長、京都大学名誉教授（* 1927年）
- 2019年 - ベルナール・チュルーヤン、柔道家、1980年モスクワオリンピック銅メダリスト（* 1953年）
- 2019年 - 川口恵子、比較文化研究者、映画研究者（* 1957年）
- 2020年 - アレクサンドル・マトゥロン、哲学者（* 1926年）
- 2020年 - 水口弘一[24]、実業家、元野村総合研究所社長、中小企業金融公庫（現日本政策金融公庫）元総裁（* 1931年）
- 2020年 - レイ・ムーア、元軍人、歴史学者（* 1933年）
- 2021年 - トミー・ラソーダ、プロ野球選手、監督（* 1927年）
- 2021年 - マイケル・アプテッド、映画監督（* 1941年）
- 2021年 - 南正人、フォーク歌手（* 1944年）
- 2021年 - マリオン・ラムジー、女優、歌手（* 1947年）
- 2022年 - 劉思斉、毛岸英の妻（* 1930年）
- 2022年 - 松本冠也[25]、実業家、元パイオニア会長（* 1930年）
- 2022年 - 小嶺忠敏、元サッカー選手、国見高校元監督（* 1945年）
- 2022年 - アナトーリー・クワシュニン、軍人、元ロシア連邦軍参謀総長（* 1946年）
- 2022年 - 井上治、元プロレスラー（* 1983年）
- 2022年 - 竹田由佳[26]、元アイドル（スルースキルズ）（* 1988年）
- 2023年 - 大村和久、将棋棋士（* 1928年）
- 2023年 - 飯田亮、実業家、セコム創業者（*1933年）
- 2023年 - 谷まさる、服飾デザイナー、教育者、学校法人日本教育財団創立者（*1936年）
- 2023年 - ユーリ・マニン、数学者（* 1937年）
- 2023年 - モデスト・エムバミ、元サッカー選手（* 1982年）
- 2024年 - 上岡弘二、言語学者、東京外国語大学名誉教授（* 1938年）
- 2024年 - 西嶋勝彦、弁護士（* 1941年）
- 2024年 - フランツ・ベッケンバウアー、元サッカー選手、指導者（* 1945年）
- 2024年 - アルベルト・コロンボ、レーシングドライバー（* 1946年）
- 2025年 - ジャン＝マリー・ル・ペン、フランス政党国民戦線創設者（* 1928年）
- 2025年 - 汐澤安彦、指揮者（* 1938年）

## 記念日・年中行事
- 七草粥（ 日本）
- 人日の節句
五節句のひとつ。古来中国では、この日に7種類の野菜（七草）を入れた羹（あつもの）を食べる習慣があり、これが日本に伝わって七種粥となった。日本では平安時代から始められ、江戸時代より一般に定着した。
- 爪切りの日（ 日本）
新年になって初めて爪を切る日。七草を浸した水に爪をつけ、柔かくして切ると、その年は風邪をひかないと言われている。
- 昭和天皇祭 ( 日本)
1990年(平成2年)以降の先帝祭で宮中祭祀の大祭の一つ。
- やぶさめ神事 ( 日本)
千葉県君津市の菅原神社（wikidata）で、毎年1月7日に行われる神事。宮司による祝詞送上、玉串奉天の後、境内にて弓矢で的を射る。里伝によれば、江戸時代の元禄年間、当時の領主が武道を奨励し、五穀豊穣を祈願した事が始まりと伝わる。前日1月6日の「矢迎えの儀」で、弓、矢、的が新調される。君津市の無形民俗文化財に指定されており、北子安やぶさめ保存会により伝承されている。
- 夕霧忌 ( 日本)
京の花街島原と大坂の新町で人気を博した夕霧太夫は、延宝6年1月7日（1678年2月27日）没。絶世の美貌と詩歌管弦など品格ある芸で、寛永三名妓に数えられる。近松門左衛門の『夕霧阿波の鳴渡』をはじめ、夕霧と豪商藤屋の伊左衛門の情話は多くの浄瑠璃、歌舞伎で扱われ、「夕霧忌」は俳句の季語にもなっている。墓所は大阪市天王寺区の淨國寺、京都の清涼寺。
- 白馬（あおうま）神事 ( 日本)
大阪市の住吉大社で毎年この日に行なわれる特殊神事。神馬「白雪号」が各本宮を巡拝したあと、境内を駆け廻る。正月に白馬を見ると邪気が払われると伝えられている[27]。
- ケンピの日 ( 日本) ケンピを多くの人に親しんでもらい、それにまつわる菓子文化を知ってもらう日。高知県高知市の菓子店有限会社西川屋老舗が制定。1601年（慶長6年）1月7日、西川屋の祖先は白髪素麺の製法をヒントにこの菓子を創製して土佐藩初代藩主の山内一豊公に献上し、御用菓子司を拝命したとされる。尚、ケンピと芋けんぴは異なる菓子。[28]
- クリスマス（東方正教会など。ロシアでは祝日）
- 虐殺政権からの解放の日（ カンボジア）
1979年のこの日、カンプチア救国民族統一戦線がプノンペンに侵攻し、ポル・ポト政権（民主カンプチア）が崩壊した。